# Чарджино
Чарджино (англ. Chargino) — в физике элементарных частиц гипотетическая частица, которая относится к собственному состоянию заряжённого суперпартнёра, то есть электрически заряженный фермион (со спином 1/2), недавно предсказанный суперсимметрией. Она является линейной комбинацией заряженных вино и хиггсино. Два типа чарджино, которые являются фермионами и электрически заряжены, что обыкновенно называемы C{\displaystyle {\tilde {\chi }}}±
1 (легчайшие) и C{\displaystyle {\tilde {\chi }}}±
2 (тяжелейшие), несмотря на то, что иногда обозначения без отображения заряженности {\displaystyle {\tilde {\chi }}_{1}^{\pm }} и {\displaystyle {\tilde {\chi }}_{2}^{\pm }} также используется по отношению к чарджино, тогда как {\displaystyle {\tilde {\chi }}_{i}^{0}} всегда используется по отношению к нейтралино. Тяжелейшие чарджино могут распадаться на нейтральный Z бозон и легчайшие чарджино. Оба вида чарджино могут распадаться также на заряженный W бозон и нейтралино (2 для тяжелейших, 1 для легчайших):
C{\displaystyle {\tilde {\chi }}}±
2 → C{\displaystyle {\tilde {\chi }}}±
1 + Z0

C{\displaystyle {\tilde {\chi }}}±
2 → N͂0
2 + W±

C{\displaystyle {\tilde {\chi }}}±
1 → N͂0
1 + W±

Левоспиральные слептоны распадаются в основном на чарджино и нейтралино.

## Две пары чарджино в МССМ
В минимальной суперсимметрической Стандандартной модели (МССМ) чарджино являются суперпозициями квантовых состояний (смешение, линейная комбинация) суперпартнёров электрически заряженных полей калибровочных бозонов и бозона Хиггса. В первом случае это взаимодействие с типами гейджино {\displaystyle {\tilde {W}}^{1}} и {\displaystyle {\tilde {W}}^{2}} (вино, партнёров бозонов W1 и W2), во втором взаимодействие с заряженными хиггсино (партнёр гипотетического бозона Хиггса). От этого вытекают пары чарджино 1 и 2, сокращаемых также {\displaystyle {\tilde {\chi }}_{1}^{\pm }} и {\displaystyle {\tilde {\chi }}_{2}^{\pm }} (иногда также {\displaystyle {\tilde {C}}_{1}^{\pm }} и {\displaystyle {\tilde {C}}_{2}^{\pm }}).

## Альтернативный состав
Постулировались типы чарджино могущими быть также как суперпозиция заряженных вино-полей {\displaystyle {\tilde {W}}^{\pm }} (взамен {\displaystyle {\tilde {W}}^{1}} и {\displaystyle {\tilde {W}}^{2}}) с заряженными типами хиггсино.
Заряженные вино-поля {\displaystyle {\tilde {W}}^{\pm }} сами почти тождественны линейным комбинациям {\displaystyle {\tilde {W}}^{1}} и {\displaystyle {\tilde {W}}^{2}}